# 楊一葵
楊一葵（？—？），字翹卿，號紹江，又號致吾，福建漳州府漳浦縣人，明朝政治人物。

## 生平
萬曆十九年（1591年）由国子生中式順天鄉試舉人，萬曆二十年（1592年）聯捷壬辰科三甲一百四十八名進士，都察院觀政，二十三年授江西南昌府推官，二十七年升户部四川司主事，二十八年管御馬倉，本年四川主考，三十年照旧监兑，三十一年升郎中，大同管粮，三十三年十二月升山西冀北道参议，三十四年升副使兼参议，三十七年調任，三十八年考察去職。三十九年降補浙江清军佥事，四十一年升参议，加升一级为副使，四十五年五月升本省參政，四十七年三月升貴州按察使，天啓元年（1621年）仕至雲南右布政使，本年丁憂。
有《芙蓉館集》二卷。

## 家族
曾祖楊廷選；祖父楊國岐，封主事，贈知府；父楊守仁，乙丑進士，官知府。